# Cwav
Cwav（シーワブ CompressWave）は、WAV形式を独自に拡張して作成された音声データのフォーマットである。拡張子は.cwav。
2007年現在、作者と思われる者のサイトが消滅しているため、詳細は不明である。

## 概要
Cwav形式は、1990年代後半にWindows用ゲームに使用された形式である。
その後さらに圧縮が可能なVorbisや豊富なタグを持てるMP3形式が普及し、ほとんど姿を消した。しかし、リピートや暗号化が比較的簡単なソースで扱えるため、今でも好んで使う作者もいる。
圧縮原理として、まず波形を表すビット数を差分数値に変換して16Bitから8Bitにする。その後ハフマン符号による圧縮を行なう。差分数値をデータ化している都合上シークが不可能である。そのような仕様を抱えているのにもかかわらず、ループ開始ポイントを指定したループ再生は出来る。これはループ開始ポイントを再生時にそのときの絶対データを格納し、ループ終端にたどり着いたときに格納したデータで復帰する仕様である。

## Cwav形式のデータ的な特徴
- 元データの3分の1から8分の1程度の非可逆圧縮が可能
- 簡易暗号化（符号無し32bit）
- ディレイ無しでのリピート再生や、リピートの区間（秒で指定）や回数（0～254回。255で無限ループ）を設定可能。
- 曲のタイトル・アーティスト名も入れること(最大128バイト)が可能。
- 特定の場所からの再生は不可(シークできない)